# Lukács Mózes Emlékdíj
A példaértékű magyar élet díja.
A Lukács Mózes Emlékdíjat a Csillaghíd Alapítvány alapította és minden évben az a néhány személy kapja, aki mindennapi munkájával, életével az összmagyarság legfontosabb értékeit tartja életben, munkája, élete példa lehet mások számára, értékteremtő és elhivatott.
A Lukács Mózes Emlékdíj azoké, akik reflektorfényben vannak, de nem feltétlenül azért (és nem arról ismerik őket), amit magyarságuk jelent és amit ők a magyarságnak jelentenek. A díj azoké is, akik nem láthatóak, akik elvégzik a feladatukat, de többet, mint ami pusztán a mindennapokhoz kell. Elvégzik azt is, ami a nemzethez kell, ami az emberséghez kell, ami a Jóisten bennünk való hitéhez kell.
A Csillaghíd Alapítvány a jó magyar ügyek szolgálatában áll és további olyan életekre, munkásságokra hívja fel a figyelmet a Lukács Mózes díjjal, amelyek követendő példák lehet mindenki számára.

## A díj kiosztása
A Lukács Mózes Emlékdíj kiosztására évente a Csillaghíd Alapítvány Nemzeti Egység Ünnepe Jótékonysági Estjén kerül sor. A díjat 2018 óta kapják meg az arra érdemes személyek.

## Díjazottak
- Ambrus Ella (2018)
- András Ildikó (2018)
- Kovács Ágnes (2018)
- Kerepesiné Bajor Zsuzsanna (2018)[3]
- Csukás István (2019)[3]
- Berecz András (2019)[3]
- Kovács Ákos (2019)[3]
- Boros András (2019)[3]
- Kovács Ákos (2019)
- Birinyi József (2023)[3]
- Andrási Sámuel és Erzsébet (2023)[3]
- Csinódi-Nagy Balázs és felesége (2023)[3]
- Dr. Szőcs Gyula Kálmán (2023)[3]
- Szeibert István (2023)[3]
- Skamla Fruzsina (2023)[3]
- Lihet Stoisin Yanara Noémi (2023)[3]
- Baknczibóczi Kálmán (2024)[4]
- Tóth László (2024)[5]
- Hegyi Ferenec (2024)[6]
- Joó Lajos (2024)[7]
- Bogár László (2025)[8]
- Ferenczi István (2025)[8]
- Pál Sándor  (2025)[8]
- Fülöp Tibor (2025)[8]
- Vesztergám Miklós (2025)[8]
- Waszlavik László (2025)[8]